# Stroiutxàstok
Stroiutxàstok (en rus: Стройучасток) és un poble del krai de Khabàrovsk, a Rússia, que el 2012 tenia un habitant. Pertany al districte rural de Verkhnebureïnski.